# كامبو (كوشك)
كامبو (بالفارسية: کمبو) هي منطقة سكنية تقع في إيران في قسم كوشك الريفي.